# Provodov
Provodov (en allemand : Prowodow) est une commune du district et de la région de Zlín, en République tchèque. Sa population s'élevait à 785 habitants en 2020.

## Géographie
Provodov se trouve à 9 km au sud-est de Zlín, à 83 km à l'est de Brno et à 259 km au sud-est de Prague.
La commune est limitée par Želechovice nad Dřevnicí au nord, par Horní Lhota à l'est, par Podhradí et Luhačovice au sud, et par Březůvky à l'ouest.

## Histoire
La première mention écrite du village date de 1412.
|  |

## Transports
Par la route, Provodov se trouve à 14 km de Slavičín, à 12 km de Zlín, à 108 km de Brno et à 314 km de Prague.